# Maxx Crosby
Maxx Robert Crosby (geboren am 22. August 1997 in Rochester, Michigan) ist ein US-amerikanischer American-Football-Spieler, der auf der Position des Defensive Ends für die Las Vegas Raiders spielt. Er spielte College Football für die Eastern Michigan University.

## College
Crosby wuchs in der Nähe von Detroit auf und besuchte die Colleyville Heritage High School in Colleyville, Texas, wo er Football und Basketball spielte. Von 2015 bis 2018 ging er auf die Eastern Michigan University, um College Football für die Eastern Michigan Eagles zu spielen. Nach einem Jahr als Redshirt kam Crosby 2016 in allen 13 Spielen der Eagles zum Einsatz. Ab der Saison 2017 war er Stammspieler. Crosby erzielte 2017 elf Sacks und wurde als Most Valuable Player (MVP) seines Teams ausgezeichnet. Er wurde 2017 und 2018 in das All-Star-Team der Mid-American Conference (MAC) gewählt. In 37 Spielen für die Eagles gelangen Crosby 20 Sacks und 41 Tackles for Loss.

## NFL
Crosby wurde im NFL Draft 2019 in der vierten Runde an 106. Stelle von den Oakland Raiders ausgewählt. Im ersten Spiel der Preseason brach er sich die Hand und verpasste daher die verbleibenden drei Spiele der Saisonvorbereitung. Er kam ab dem ersten Spieltag zum Einsatz. In Woche 4 konnte Crosby zwei gegnerische Pässe verhindern und einen Fumble erzwingen. Ab dem 5. Spieltag, an dem er seinen ersten Sack in der NFL erzielte, kam er als Stammspieler in der Defense zum Einsatz. In Woche 11 verbuchte er gegen die Cincinnati Bengals vier Sacks und wurde dafür als AFC Defensive Player of the Week ausgezeichnet. Insgesamt gelangen Crosby als Rookie zehn Sacks sowie vier Forced Fumbles.
Zur Saison 2020 zogen die Raiders von Oakland nach Las Vegas um. Crosby kam in allen 16 Spielen als Starter zum Einsatz und erzielte sieben Sacks. Am letzten Spieltag der Regular Season konnte er gegen die Denver Broncos neun Sekunden vor Schluss ein potentiell siegbringendes Field Goal von Brandon McManus aus 63 Yards blocken und damit den Sieg der Raiders sichern. Bereits zuvor hatte Crosby einen weiteren Field-Goal-Versuch geblockt. Nach der Saison gab Crosby bekannt, dass er den Großteil der Saison mit einer Schulterverletzung und einer kaputten Metallplatte in seiner rechten Hand gespielt habe. In seinen ersten beiden Saisons bei den Raiders erzielte er jeweils die meisten Sacks in seinem Team.
Zur Saison 2021 wurde Crosby zu einem der Teamkapitäne ernannt. Beim Auftaktsieg gegen die Baltimore Ravens erzielte er zwei Sacks und wurde als AFC Defensive Player of the Week geehrt. Crosby wurde in den Pro Bowl 2022 sowie zum Second-Team All-Pro gewählt. Er erzielte acht Sacks und verhinderte sieben Pässe, kein Spieler übte in der Saison 2021 häufiger Druck auf den gegnerischen Quarterback aus als Crosby.
Am 11. März 2022 einigte Crosby sich mit den Raiders auf eine Vertragsverlängerung um vier Jahre, die ihm 95 Millionen US-Dollar einbringt. In der Saison 2022 erzielte er mit 12,5 Sacks einen neuen Karrierebestwert und wurde erneut in den Pro Bowl gewählt. Mit 22 Tackles for Loss führte Crosby die Liga in dieser Statistik an. In der Spielzeit 2023 erzielte Crosby 14,5 Sacks und verzeichnete mit 23 Tackles for Loss den geteilten Bestwert der Liga. Er wurde zum dritten Mal in Folge in den Pro Bowl gewählt und zum zweiten Mal in das Second-All-Pro-Team. In der Saison 2024 fehlte Crosby erstmal verletzungsbedingt und verpasste wegen einer Knöchelverletzung fünf Spiele. Er erzielte 7,5 Sacks.
Im März 2025 unterschrieb Crosby eine Vertragsverlängerung um drei Jahre im Wert von 106,5 Millionen US-Dollar, davon 91,5 Millionen garantiert. Damit wurde er zum bestbezahlten Nicht-Quarterback der Liga.

### NFL-Statistiken
| Saison                             | Saison | Spiele | Spiele      | Tackles | Tackles | Tackles | Tackles | Interceptions | Interceptions | Interceptions | Interceptions | Interceptions | Fumbles | Fumbles | Fumbles |
| Jahr                               | Team   | Spiele | als Starter | Gesamt  | Solo    | Ast     | Sacks   | PD            | INT           | Yds           | Lng           | TD            | FF      | FR      | TD      |
| ---------------------------------- | ------ | ------ | ----------- | ------- | ------- | ------- | ------- | ------------- | ------------- | ------------- | ------------- | ------------- | ------- | ------- | ------- |
| 2019                               | OAK    | 16     | 10          | 47      | 36      | 11      | 10,0    | 4             | 0             | 0             | 0             | 0             | 4       | 0       | 0       |
| 2020                               | LV     | 16     | 16          | 39      | 20      | 19      | 7,0     | 1             | 0             | 0             | 0             | 0             | 0       | 1       | 0       |
| 2021                               | LV     | 17     | 17          | 56      | 36      | 20      | 8,0     | 7             | 0             | 0             | 0             | 0             | 0       | 0       | 0       |
| 2022                               | LV     | 17     | 17          | 89      | 58      | 31      | 12,5    | 4             | 0             | 0             | 0             | 0             | 3       | 1       | 0       |
| 2023                               | LV     | 17     | 17          | 90      | 55      | 35      | 14,5    | 2             | 0             | 0             | 0             | 0             | 2       | 1       | 0       |
| 2024                               | LV     | 12     | 12          | 45      | 28      | 17      | 7,5     | 5             | 0             | 0             | 0             | 0             | 0       | 0       | 0       |
| Gesamt                             | Gesamt | 95     | 89          | 366     | 233     | 133     | 59,5    | 18            | 0             | 0             | 0             | 0             | 9       | 3       | 0       |
| Quelle: pro-football-reference.com |        |        |             |         |         |         |         |               |               |               |               |               |         |         |         |

## Persönliches
Crosby war alkoholabhängig, bis er sich im März 2020 für einen Monat in Behandlung begab. In der Saison 2018 war er von seinem College-Team für ein Spiel suspendiert worden, nachdem er betrunken mit dem Auto einen Unfall gehabt hatte.